# ハンス＝ヨッヘン・フォーゲル
ハンス＝ヨッヘン・フォーゲル（ドイツ語: Hans-Jochen Vogel、1926年2月3日 - 2020年7月26日）は、ドイツの政治家。 1987年から1991年までドイツ社会民主党（SPD）党首を務めた。その他ミュンヘン市長、建設大臣、法務大臣、西ベルリン市長を歴任した。

## 経歴

### 生い立ち
ニーダーザクセン州ゲッティンゲン生まれ。父は農学者で、彼が生まれた時はゲッティンゲン大学で教授資格論文を書いているところであった。1943年にアビトゥーア合格後、ミュンヘン大学で法学を学び始めるが、すぐに兵士として第二次世界大戦に参加した。戦後の1946年にマールブルク大学に転じ、1948年に第一次法曹試験に「良」の成績で合格し卒業する。1950年に最優良の成績で博士号を授与される。1951年に第2次法曹試験に「優良」の成績で合格する。翌年バイエルン州法務省に試補として採用され、課長に昇進する。1954年に同州トラウンシュタイン裁判所裁判官となる。翌年バイエルン州首相府に転勤する。

### ミュンヘン市長
在学中の1950年にドイツ社会民主党（SPD）に入党する。1958年にミュンヘン市参事となり、法務局長となる。1960年、ミュンヘン市長に当選。就任時は34歳でミュンヘン市長としては史上最年初であった。1966年にも再選され、市長としてミュンヘンオリンピック招致に尽力した。
1970年にはSPD党代表部入りする。しかしミュンヘン市のSPD左派との対立が原因で三選に挑戦せず、1972年8月のオリンピック開会直前に退任した。同年11月のドイツ連邦議会選挙に出馬して初当選する。

### 連邦大臣・ベルリン市長
1972年12月、第2次ヴィリー・ブラント内閣に建設大臣として入閣する。同時にSPD党執行部入り。1974年にブラントが辞任し、ヘルムート・シュミット内閣が成立すると、法務大臣に転じた。
1981年1月、ベルリン（西ベルリン）市長ディートリヒ・シュトッベが辞任すると、法相及び連邦議会議員を辞職して後任の市長に就任した。しかし間もなく行われたベルリン市議会選挙で、自身は当選したもののリヒャルト・フォン・ヴァイツゼッカー率いるドイツキリスト教民主同盟（CDU）に敗れ、わずか半年で市長の座をヴァイツゼッカーに譲った。ベルリン市議会では1983年までSPD議員団長を務める。

### 社会民主党党首

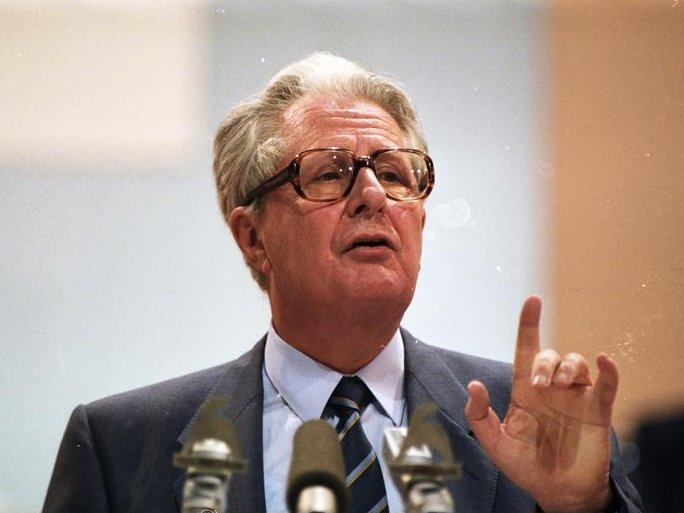
フォーゲル（1988年の党大会で）

1983年の連邦議会選挙ではSPDの首相候補となり、前年建設的不信任決議でシュミットから首相の座を奪ったCDUのヘルムート・コール首相に挑んだ。しかし得票率38.2％に終わり敗れた。この選挙に当選して再度連邦議会議員に返り咲き、ヘルベルト・ヴェーナーの後任としてSPD連邦議会議員団長に就任。1987年、23年間党首の座にあったブラントの後任としてSPD党首に就任。しかし1991年の任期切れと共に、高齢を理由にその座をビョルン・エングホルムに譲った。同時にSPD執行部や議員団長の職からも退き、1994年を最後に連邦議会からも離れ政界を引退した。
1993年に反セム主義や反民主主義的な過激主義に反対する市民団体「忘却に反対し民主主義に賛成する会」を設立し、2000年まで会長を務める。2000年にはオットー・シリー内相により移民受け入れ政策に関する独立諮問委員会の副座長に任命された（座長はリタ・ズュスムート元連邦議会議長）。2001年から2005年まで、ドイツ国家倫理委員会委員。2001年にドイツ・ユダヤ人中央評議会からレオ・ベック賞を贈られた際、受賞の挨拶でかつて自分はヒトラー・ユーゲントの指導員であり、「犯罪的な政府に十分に反抗しなかった」と述べた。
2014年、自身がパーキンソン病に罹っていることを公表した。それから闘病生活を送っていたが、2020年7月26日にミュンヘンで死去し、ボーゲンハウゼン墓地に埋葬された。

## 人物

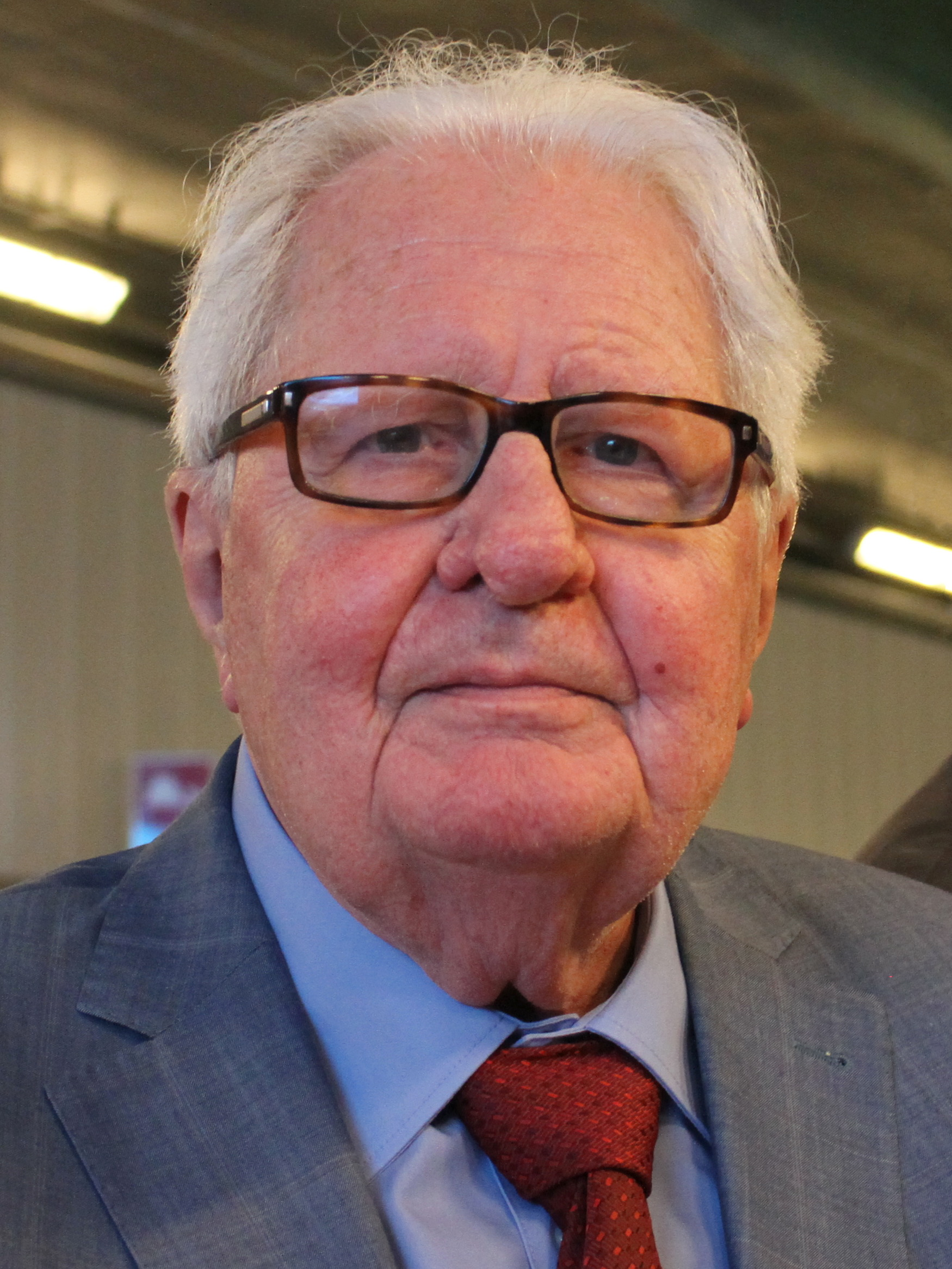
2015年のフォーゲル

1949年に最初の妻であるイルゼと結婚して3人の子どもをもうけたが、1971年に離婚。その後、1972年には2番目の妻であるリーゼロッテと再婚している。弟のベルンハルト・フォーゲルはCDU党員で、ラインラント＝プファルツ州やテューリンゲン州の州首相を務めた。